# Star Wars: Skeleton Crew
Star Wars: Skeleton Crew é uma série televisiva estadunidense de aventura e ficção científica lançada em dezembro de 2024, criada por Jon Watts e Christopher Ford para o serviço de streaming Disney+. A série é parte da franquia televisiva de Star Wars e seu enredo compartilha o mesmo espaço narrativo fictício de The Mandalorian (2019–2023) e Ahsoka (2023) além de servir como uma spin-off do filme Return of the Jedi (1983).
Skeleton Crew narra os desafios vividos por um grupo de quatro crianças que se perdem no universo após descobrir um dispositivo misterioso em seu planeta natal. A série é estrelada por Jude Law como um usuário da Força e conta com as atuações de Ravi Cabot-Conyers, Ryan Kiera Armstrong, Kyriana Kratter, Robert Timothy Smith e Nick Frost. No início de 2022, Watts apresentou à Lucasfilm a proposta de desenvolver uma série televisiva centrada no universo Star Wars e inspirada no estilo narrativo dos filmes da Amblin Entertainment. Meses depois, a Lucasfilm anunciou a produção da série e Law como seu protagonista. As filmagens tiveram início em setembro de 2022 em Los Angeles e foram concluídas em janeiro de 2023. Kathleen Kennedy, Jon Favreau e Dave Filoni atuaram conjuntamente com produtores executivos da série, conforme já haviam realizado em The Mandalorian.

## Premissa
Quatro crianças encontram os destroços de uma nave espacial nos bosques de At Attin, seu planeta natal, e acabam perdidas pela galáxia, enfrentando diversos desafios na tentativa de retornar para casa.

## Elenco e personagens

### Principal
- Jude Law como Jod Na Nawood: Um usuário da Força que se alia a quatro crianças perdidas na galáxia. Law descreveu Jod como um estrategista que usa seu charme para escapar ileso de diversas situações conflitantes.[6][8][13]
- Ravi Cabot-Conyers como Wim: Um garoto humano que vive no planeta At Attin.[13]
- Ryan Kiera Armstrong como Fern: Uma garota humana do planeta At Attin.[13]
- Kyriana Kratter como KB: Uma garota humana do planeta At Attin e amiga de Fern, que usa um visor cibernético conectado a um implante em sua cabeça.[13]
- Robert Timothy Smith como Neel: Amigo de Wim, Fern e KB que embarca na aventura pelos planetas desconhecidos após a descoberta impressionante em At Attin.[13]
- Nick Frost como SM-33: Um droide decrépito que serve como imediato da nave espacial Onyx Cinder.[13][14]

## Episódios
| N.º | Título                                                                     | Dirigido por | Escrito por                | Exibição original     |
| --- | -------------------------------------------------------------------------- | ------------ | -------------------------- | --------------------- |
| 1 | "This Could Be a Real Adventure" "Esta poderia ser uma aventura real" (BR) | Jon Watts    | Christopher Ford Jon Watts | 2 de dezembro de 2024 |
| Em algum ponto do espaço sideral, Capitão Silvo lidera um ataque a uma nave. Os piratas não conseguem encontrar um tesouro na nave e o pirata Brutus inicia um motim. No pacífico planeta At Attin, Wim e seu amigo Neel se preparam para testes de aptidão que determinarão seu futuro na colônia. Wim quer ser um Jedi enquanto Neel acredita ser impossível seguir o mesmo caminho. Enquanto isso, os estudantes Fern e KB passam a maior parte do tempo pilotando suas hoverbikes pela cidade. Wim perde o ônibus da escola e tenta alcançar o veículo com sua própria hoverbike, mas cai em um buraco e descobre os detroços do que acredita ser um Templo Jedi. Um droide encontra Wim e o leva de volta à escola. Wim é confrontado por Wendle, seu pai obcecado por trabalho, que exige que ele seja aprovado no exame. Wim convence Neel a voltar com ele ao local do "templo". Fern e KB também aceitam seguir a dupla. O grupo encontra uma abertura e entra no local e descobre que se trata de uma nave espacial abandonada. Wim aciona um controle que ativa a nave. Wendle assiste horrorizado enquanto a nave espacial segue com seu filho e os demais rumo ao espaço desconhecido. |                                                                            |              |                            |                       |
| 2 | "Way, Way Out Past the Barrier" "Muito, muito além da barreira" (BR)       | David Lowery | Christopher Ford Jon Watts | 2 de dezembro de 2024 |
| Wim, Fern, KB e Neel encontram o piloto da nave espacial misteriosa, um droide antiquado chamado SM-33. O droide não compreende que seu capitão já morreu há tempos. Fern finge ser o novo capitão da nave e altera o curso até um entreposto próximo após perceber que At Attin não aparece em nenhum mapa. O grupo explora o entreposto e acidentalmente se separa. Wim usa seu dinheiro do lanche da escola para comprar alimentos e descobre que a moeda de seu planeta tem um alto valor no local. Wim conta aos locais que veio de At Attin e descobre que seu planeta natal é considerado pelos locais como um paraíso perdido. Uma gangue de piratas espaciais tenta capturar o grupo para usar como escravos em sua nave. SM-33 tenta proteger as crianças, mas acaba sendo atingido. Brutus leva o grupo até o Capitão Silvo que se apresenta como "Jod Na Nawood" e diz ser um sensitivo da Força. Acreditando que Silvo é um Jedi, Wim concorda em colaborar com ele em troca da liberdade do grupo. |                                                                            |              |                            |                       |